# ضئيلة البولة المحلولة
ضئيلة البولة المحلولة (الاسم العلمي: Oligella ureolytica) هي نوع من البكتيريا، سلبية الغرام، تتبع الأوليغيلا.